# Dee Dee Warwick
Dee Dee Warwick (* 25. September 1945 in Newark, New Jersey; † 18. Oktober 2008 in Essex County, New Jersey; eigentlich Delia Juanita Warrick) war eine US-amerikanische Soul-Sängerin.

## Leben
Warwick war die jüngere Schwester von Dionne Warwick und Cousine von Whitney Houston. In den 1960er Jahren hatte sie mehrere Hits in den Billboard Hot 100. 1969 und 1970 wurde sie jeweils für den Grammy nominiert. Einige ihrer Stücke sind in Coverversionen bekannter als das Original, darunter You’re No Good, welches in der Version von Linda Ronstadt 1975 ein Nummer-eins-Hit wurde. Auch I’m Gonna Make You Love Me war in der Version der Temptations später erfolgreicher.
Warwick sang auch im Hintergrundgesang bei Liveauftritten und auf Aufnahmen ihrer Schwester Dionne.

## Diskografie

### Alben
| Jahr | Titel          | Höchstplatzierung, Gesamtwochen, AuszeichnungChartsChartplatzierungen (Jahr, Titel, Platzierungen, Wochen, Auszeichnungen, Anmerkungen) | Anmerkungen |
| Jahr | Titel          | R&B | Anmerkungen |
| ---- | -------------- | --- | ----------- |
| 1969 | Foolish Fool   | R&B30 (5 Wo.)R&B |             |
| 1970 | Turning Around | R&B36 (3 Wo.)R&B |             |

Weitere Alben
- 1967: I Want To Be With You
- 1983: Dee Dee
- 1984: Call Me

### Singles
| Jahr | Titel Album                                          | Höchstplatzierung, Gesamtwochen, AuszeichnungChartplatzierungen (Jahr, Titel, Album, Platzierungen, Wochen, Auszeichnungen, Anmerkungen) | Höchstplatzierung, Gesamtwochen, AuszeichnungChartplatzierungen (Jahr, Titel, Album, Platzierungen, Wochen, Auszeichnungen, Anmerkungen) | Anmerkungen |
| Jahr | Titel Album                                          | US | R&B | Anmerkungen |
| ---- | ---------------------------------------------------- | --- | --- | ----------- |
| 1965 | We’re Doing Fine I Want To Be With You               | US96 (1 Wo.)US | R&B28 (7 Wo.)R&B |             |
| 1966 | I Want To Be With You                                | US41 (12 Wo.)US | R&B9 (16 Wo.)R&B |             |
| 1966 | I’m Gonna Make You Love Me I Want To Be With You     | US88 (3 Wo.)US | R&B13 (12 Wo.)R&B |             |
| 1967 | When Love Slips Away Foolish Fool                    | US92 (1 Wo.)US | R&B43 (6 Wo.)R&B |             |
| 1969 | That’s Not Love Foolish Fool                         | — | R&B42 (3 Wo.)R&B |             |
| 1969 | Foolish Fool                                         | US57 (8 Wo.)US | R&B14 (11 Wo.)R&B |             |
| 1970 | She Didn’t Know (She Kept On Talking) Turning Around | US70 (8 Wo.)US | R&B9 (10 Wo.)R&B |             |
| 1970 | Cold Night In Georgia –                              | — | R&B44 (4 Wo.)R&B |             |
| 1971 | Suspicious Minds –                                   | US80 (5 Wo.)US | R&B24 (8 Wo.)R&B |             |

Weitere Singles
- 1963: You’re No Good